# NGC 2379
NGC 2379 é uma galáxia lenticular (S0) localizada na direcção da constelação de Gemini. Possui uma declinação de +33° 48' 43" e uma ascensão recta de 7 horas, 27 minutos e 26,2 segundos.
A galáxia NGC 2379 foi descoberta em 6 de Março de 1828 por John Herschel.